# 창춘역
창춘역(장춘역, 중국어: 长春站)은 중국 지린성 창춘시 콴청구에 위치한 철도역으로, 1907년에 지어졌다. 현재 중국철도 선양국 그룹 유한공사 직속의 여객운송 특등역으로, 징하 철로 1003km 지점에 위치하고 있다. 창춘역은 창바이 철로, 창투 철로, 창훈 성제철로의 시·종착역이다.

## 역 시설
- 북역사 출구
  - 12306 “춘지약(春之约)”안내데스크
- 북역사 종합환승센터(北站房综合换乘中心)
- 남역사 출구
- 북부 1매표소 : 18개의 매표창구(서에서 동번호 76-92), 6대의 자동판매기(번호 7-12)에서, 파란색 마그네틱 티켓을 제공하다. 야외 매표 창구도 여럿 있으며, 파란색 마그네틱 티켓을 제공하다.
- 남부 1매표소 : 티켓 판매창구 14개(번호 61-74), 자동발매기 6대(번호 2-6)를 포함하여, 푸른색 마그네틱 카드를 제공하는 4대의 자동발매기가 있으며, 인터넷 발권 승차권 24대, 붉은 종이 승차권 7개를 제공한다. 일련번호는 247-250이다.
- 북부 2매표소 : 1층 시공으로 인해 모든 매표소가 운영을 일시 중단했다. 완공된 2층은 푸른색 마그네틱 티켓을 제공하는 매표창구 14개가 있으며, 일련번호는 19-32이다.
- 남광장 매표소 : 붉은색 종이 승차권이 제공되며, 지금은 사용을 중지하고 있으며, 매표 설비가 북1 매표소 야외 매표창구로 옮겨졌다.

## 사용 현황
창춘역은 징하 철로, 하다 철로, 창투 철로, 창베이 철로, 창훈 서제철로, 하다 여객철도이 지나는 여객 특등역이다. 매일 332대의 여객 열차가 지난다.

## 역 인근
- 춘이 호텔(春谊宾馆)
- 춘톄 빌딩(春铁大厦)
- 중국농업은행, 중국우정저축은행은 창춘역 남쪽 출구 부근에 저축소를 두고 있으며, 교통은행, 상하이 푸둥개발 은행도 여기에 ATM기기를 두고 있다.
- 창춘역 종합교통환승센터(长春站综合交通换乘中心)
  - 2009년 6월 26일 오전 착공식을 열었고, 2012년 5월 말 완공되었다. 지상 광장의 면적은 34,046 m2, 지하총 건축면적은 81,446 m2이다. 지상광장은 버스 승하차 구역, 택시와 공영 차량 하차 구역 및 출구 광장이다. 지하 1층 건축면적은 4,5418m2으로, 동서 양쪽으로 140여 개의 택시 대합실과 서비스 및 환승홀, 2개의 통로가 있고, 铁北二路 북부와 남북광장을 각각 잇는 동서 양쪽의 시영 통로와 역건물의 통로가 있다. 지하 2층은 지하철 1호선과 경궤 4호선 환승홀 및 공영 차량 400대 주차 공간이 있으며, 건축 면적은 36,028 m2이다. 지하 3층은 경궤 4호선 승강장, 지하철 1호선 설비층이다. 지하 4층은 지하철 1호선 승강장층이다.

남쪽의 중추 공사가 2010년 7월에 시작되었다. 역전광장은 2014년 5월 19일 착공하여, 공사기간은 3년 반으로 예상된다. 창춘역 남광장 지하 4층 0.39만 m2는 지하철 1호선 승강장, 지하 3층 25,500 m2는 경궤 3호선 승강장과 공영 주차장, 지하 2층 25,500 m2는 경궤 지하철 공용 대합실이자 공영 주차장, 지하 1층 43,000 m2는 지하철 1호선 및 경궤 3호선 환승 통로/교통층이다.
- - 기차역 서쪽의 지하를 통과하는 남북 통로는 2009년 6월 착공하여 2009년 12월 토건이 완공되었다.

## 역사

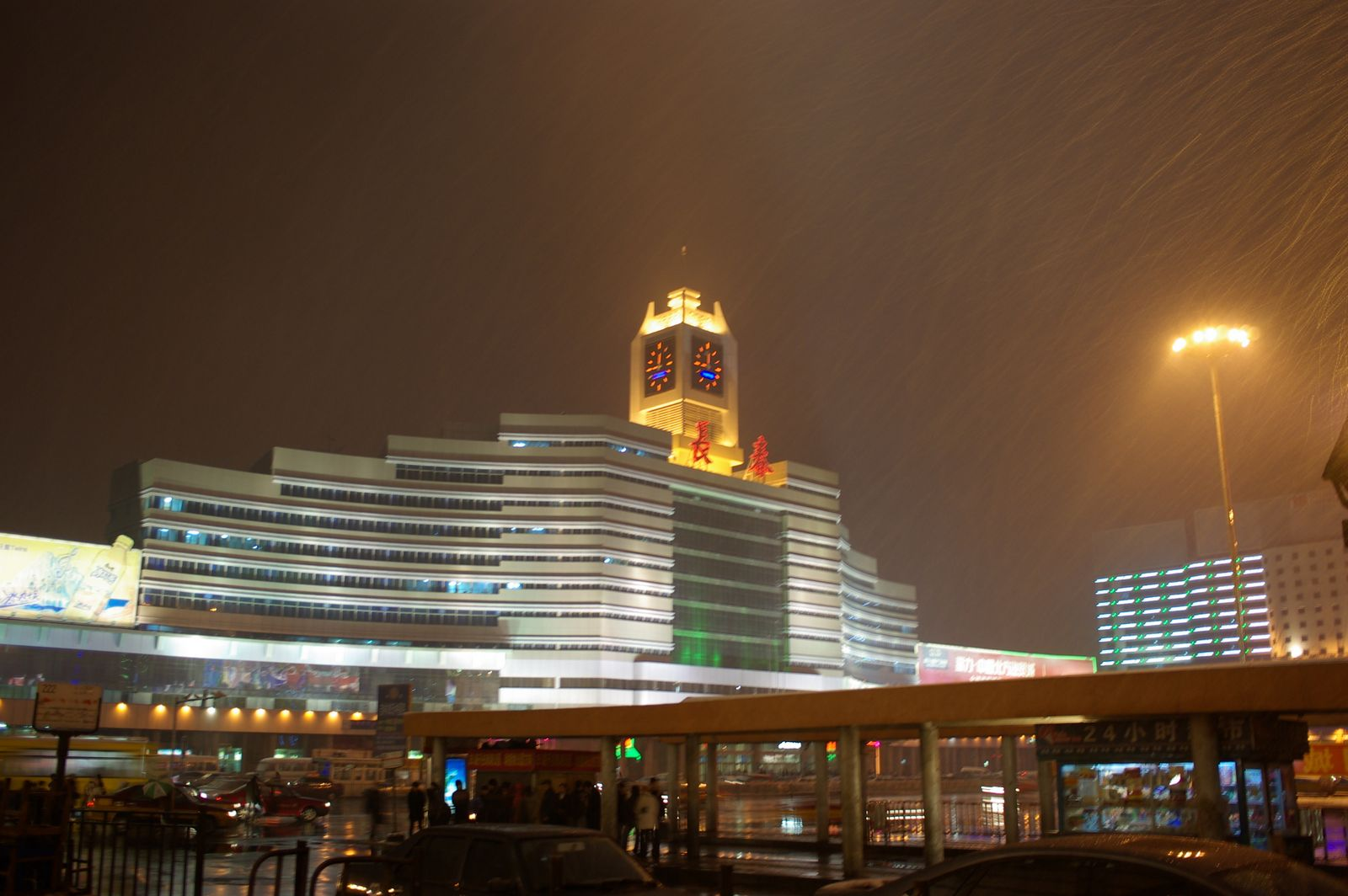
개조전 창춘역 남측

- 1907년 : 일본은 창춘시 터우다오거우(头道沟)와 얼다오거우(二道沟)에 "만철부속지(滿鐵附屬地)"가 설립, 창춘역은 콴청쯔체 역(宽城子车站) 남쪽에 세워졌다. 당시에는 “창춘 주차장(长春停车场)”이라 불린 종착역이었다. 서남쪽으로 멍자툰(孟家屯)과 선양(沈阳)을 잇는 철도가, 서북쪽으로 콴청쯔제와 하얼빈을 잇는 철도가 연결되었으며, 창춘 동역, 지린역을 남동으로 연결하는 창지 철로(长吉铁路)는 아직 건설 계획이 없었다.
- 1907년 11월 3일 : 창춘역에 화물운송업소가 개설.
- 1907년 12월 1일 : 남만주철도 개통, 창춘역 여객운송업소 개설.
- 1913년 3월 : 남만주철도에서 32만 위안을 투자하여, 4000m2의 창춘역 건물을 착공하여 1914년 5월에 준공하였다. 건축면적은 4000m2이며, 역 앞의 원형 광장은 지름 100칸(182m, 1칸=1.816m)이다.
- 1992년 5월 26일 : 85년 역사의 창춘역의 구 역사가 폭파로 철거.
- 1995년 : 창춘역 신역사(현재 역사)가 완공되어 개장했다.
- 2007년 : 창춘역 역사의 외벽을 개조하여 타일 커버를 석재 커버로 변경했다.
- 2012년 9월 20일 : 창춘역 북 출구를 개조하여 사용이 시작되고, 창춘역 창바이로(长白路) 대합실과 함께 여객운송 업무를 진행하였으며, 동시에 원래 남쪽 출구는 시공단계에 들어가 사용이 중지되었다.

## 여객 열차의 목적지
현재 창춘역에서 하루 약 247편의 열차가 출발하는데, 이 중 227편은 고속 전동열차(高速动车组列车)와 도시간 전동열차(城际动车组列车), 25편은 전동열차(动车组列车), 15편은 직행 특급열차(直达特快列车), 7편은 특급 열차(特快列车), 40편은 급행열차(快速列车), 10편은 보통급행 열차(普快列车), 4편은 보통여객열차(普客列车)이다.
현재 창춘역의 하루 열차는 약 147편으로, 이 중 79편이 고속 열차이다.
| 철로국        | 목적지 |
| ------------- | --- |
| 선양 철로국   | 창춘 서, 다롄, 옌지, 우란하오터, 지린, 선양, 옌지 서, 더후이, 다롄 북, 후이춘, 위수, 바이산스, 궁주이링, 선양 북, 단둥, 푸순 북, 수란, 츠펑, 바이청, 타오라이자오, 쑹위안 쑤이펀허, 난닝, 베이징, 자무쓰, 쿤밍, 시안, 광저우, 무단장, 하얼빈 서, 우한, 베이징 남, 상하이 훙차오, 닝보, 칭다오 북, 우루무치, 하얼빈둥, 상하이, 충칭 북, 치치하얼, 싼야, 샤먼, 만저우리 |
| 하얼빈 철로국 | 자무쓰, 치치하얼, 헤이허, 하얼빈시, 하얼빈, 하얼빈둥, 자무쓰, 이췬, 무단장, 하이라얼 베이징, 단둥, 다롄, 둥관 동, 쿤밍, 항저우, 판진, 다롄베이, 샹양, 원저우, 르자오, 톈진, 옌타이, 청두, 한단, 지린, 한커우, 정저우, 후이춘, 우루무치, 진저우, 한단, 스자좡, 난징, 하이커우, 허페이, 지난, 칭다오 북, 충칭, 푸저우                                                   |
| 직통공사      | 하얼빈 서, 바오터우 |
| 상하이 철로국 | 타이저우 하얼빈 |
| 지난 철로국   | 지난 서, 지난 후이춘 |
| 베이징 철로국 | 베이징 남 지린 |

## 관련 열차
- Z61/62차 열차
- Z63/64차 열차
- 베이징-창춘 동차조열차
- K2288/2285, K2286/2287차 열차
- T122/123, T124/121차 열차

## 도시철도

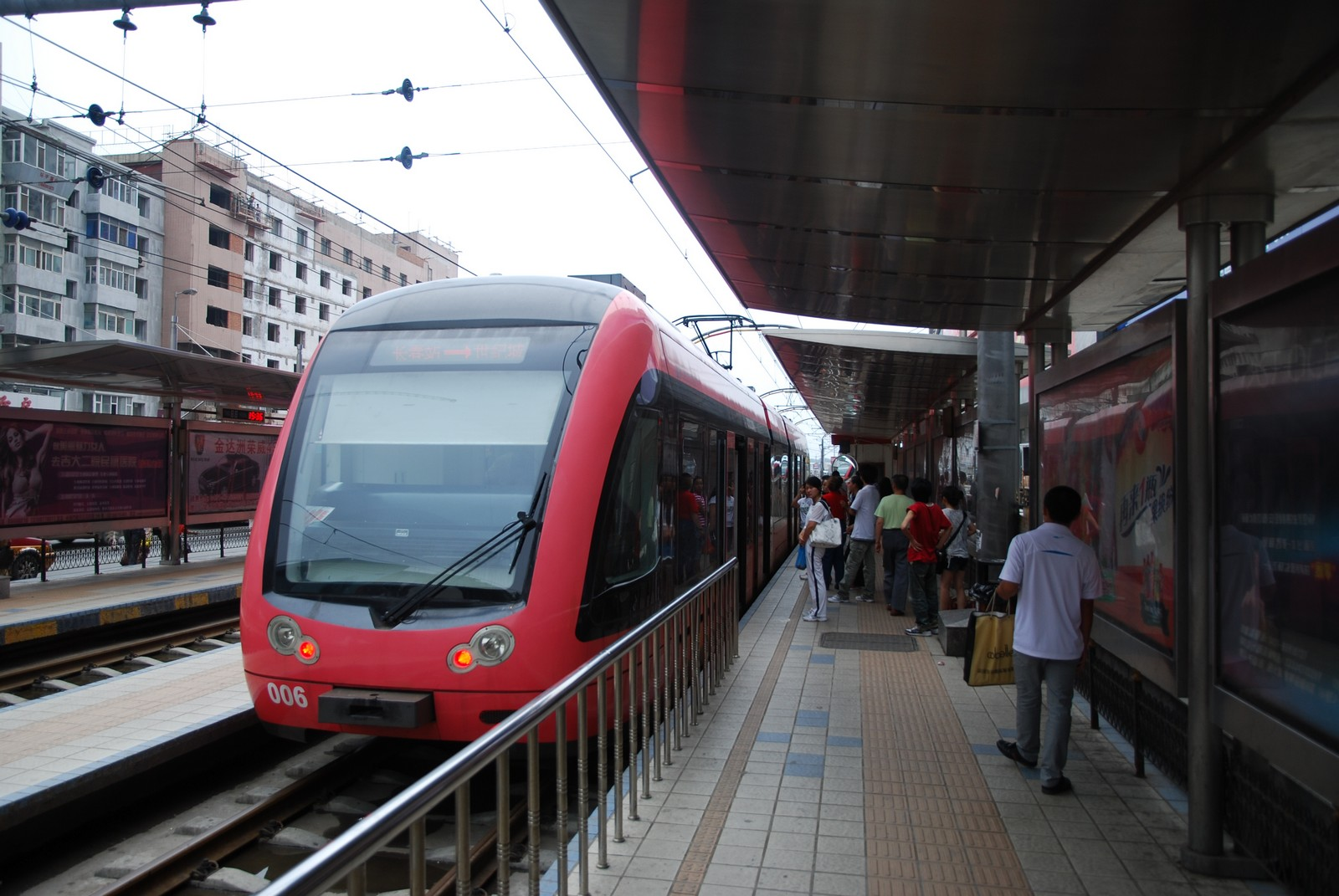
궤도교통 3호선 승강장

도시철도 창춘 역(중국어: 长春站站)은 중국 지린성 창춘시 콴청구에 위치한 한 도시철도역으로 창춘 궤도교통 1호선과 3호선의 환승역이다. 현재 창춘역 남북 통로(长春站南北通道)를 거쳐 창춘역 북역에 도착하여 창춘 궤도교통 4호선과 환승할 수 있다. 향후, 본역에서 개조 계획이 있으며, 1호선과 역내에서 환승하게 된다.

### 승강장 구조
| 북측 | ■3호선 | 난후다루・린허제・컨벤션 센터・창잉스지청 방면 |
| 남측 | ■3호선 | 임시 정차선                                    |

### 역사
- 2002년 10월 30일 - 3호선 개통
- 2019년 1월 26일 - 1호선 개통

## 인접 정차역
| 중국 철로                    | 중국 철로                   | 중국 철로                |
| ---------------------------- | --------------------------- | ------------------------ |
| 창춘 남 베이징 방면          | 징하 철로                   | 창춘 북 하얼빈 방면      |
| 시·종착역                    | 창투 철로                   | 창춘 동 투먼 방면        |
| 시·종착역                    | 창바이 철로                 | 창춘 북 바이청 방면      |
| 양자펀팡 선로소 창춘 서 방면 | 하다 고속철도 (창시 연락선) | 시·종착역                |
| 시·종착역                    | 창훈 성제철로               | 룽자 훈춘 방면           |
| 창춘 궤도교통                |                             |                          |
| 창춘역 북 베이환창루 방면    | 창춘 궤도교통 1호선         | 성리궁위안 훙쭈이쯔 방면 |
| 시·종착역                    | 창춘 궤도교통 3호선         | 랴오닝루 창잉스지청 방면 |

## 같이 보기
- 창춘 서역